# Mendreus serratus
Mendreus serratus är en insektsart som beskrevs av Ribaut 1925. Mendreus serratus ingår i släktet Mendreus och familjen dvärgstritar. Inga underarter finns listade i Catalogue of Life.